# Intervalklasse
In de muziektheorie is een intervalklasse (ook bekend als een niet-geordende pitch-class-interval, interval afstand, ongericht interval of interval mod 6 (Rahn 1980, 29; Whittall 2008, 273–74) van twee tonen de kortste afstand tussen de tonen van de toonklassen van de beide tonen. Dat wil zeggen: kortste van de afstanden van de ene toon tot de omliggende twee tonen uit de toonklasse van de andere toon. Is bijvoorbeeld c de ene toon en a" de andere, dan is de intervalklasse de kortste van de afstanden A-c en c-a. De intervalklasse wordt uitgedrukt in de nummers {\displaystyle t_{1}} en {\displaystyle t_{2}} van de beide toonklassen, als een van de getallen 0 tot en met 6. Als het positieve verschil {\displaystyle v=t_{1}-t_{2}} of {\displaystyle v=t_{2}-t_{1}} van de twee nummers van de toonklassen niet groter is dan 6, is {\displaystyle v} de intervalklasse. Is {\displaystyle v} groter dan 6, dan is de intervalklasse gelijk aan {\displaystyle 12-v}. In formule:
{\displaystyle {\text{intervalklasse}}=\min(|t_{1}-t_{2}|,12-|t_{1}-t_{2}|)}
De intervalklasse tussen bijvoorbeeld de toonklassen 4 en 9 is 5, omdat {\displaystyle 9-4=5\leq 6}. De intervalklasse tussen de toonklassen 2 en 9 is ook 5, omdat {\displaystyle 9-2=7>6}, dus de inervalklasse is {\displaystyle 12-7=5}.
Playⓘ

## Gebruik
Het concept van intervalklasse geldt voor octaven, enharmoniek en gelijkwaardige omkeringen. Beschouw bijvoorbeeld de volgende passage:
(Om het MIDI bestand te beluisteren, klik op volgende link: 106 KBⓘ
In het bovenstaande voorbeeld hebben alle vier de paren van tonen een gemeenschappelijke "intervalkleur". In de atonale theorie wordt dit, in dit geval, aangegeven met de overeenkomstige intervalklasse 5. De tonale theorie echter, classificeert de vier intervallen anders: interval 1 als reine kwint, interval 2 als reine Duodecime (kwint+octaaf), interval 3 als verminderde sext en interval 4 als reine kwart. Zo zien we dat in dodecafonische (d.w.z. chromatisch) context, terminologie voor de analyse van heptatoniek (d.w.z. diatoniek) vaak niet meer geschikt is.[Origineel onderzoek?]
De toonparen in het voorbeeld vormen een octotonische set.

## Tabel van de intervalklasse
| Intervalklasse | Inbegrepen intervallen | Tonale tegenhangers                  |
| -------------- | ---------------------- | ------------------------------------ |
| 0              | 0                      | prime en octaaf                      |
| 1              | 1 en 11                | kleine secunde en grote septiem      |
| 2              | 2 en 10                | grote secunde en kleine septiem      |
| 3              | 3 en 9                 | kleine terts en grote sext           |
| 4              | 4 en 8                 | grote terts en kleine sext           |
| 5              | 5 en 7                 | reine kwart en reine kwint           |
| 6              | 6                      | verhoogde kwart en verminderde kwint |